# Loi de l'impôt sur le revenu du Canada
La Loi de l'impôt sur le revenu du Canada (L.R.C. 1985 [5e supp.], c. 1) est la principale loi du système fiscal canadien. Elle prévoit la levée d'un impôt sur le revenu des particuliers et des sociétés. La dernière réforme fiscale majeure date de 1971. Les principales sections de la loi décrivent les trois étapes à suivre pour le calcul des impôts, soit le calcul du revenu, le calcul du revenu imposable et le calcul de l'impôt et des crédits. La loi est la première référence en matière de fiscalité fédérale au Canada. Elle doit être lue notamment avec les Règles concernant l'application de l'impôt sur le revenu, (L.R.C. 1985, c. 2, 5e suppl.), le Règlement de l'impôt sur le revenu (C.R.C. c. 945), ainsi que les conventions fiscales internationales du Canada. La jurisprudence est également importante pour l'interprétation de la loi.
L'administration de la loi et la perception de l'impôt sur le revenu est assurée par l'Agence du revenu du Canada, une agence du ministère du Revenu national du Canada.

## Historique
La première loi relative à l'impôt sur le revenu a vu le jour pendant la Première Guerre mondiale alors que le gouvernement canadien cherchait de nouvelles sources de liquidités pour financer l'effort de guerre. À l'origine, cette mesure devait être temporaire et la loi abrogée dès la fin de la guerre, mais il n'en fut rien puisque l'impôt sur le revenu se révéla être beaucoup plus lucratif que les droits de douane et les taxes d'accise qui constituaient alors la principale source de revenus du gouvernement du Canada. D'une grande simplicité, la Loi n'avait qu'une dizaine de pages, contre plus de 3300 aujourd'hui!
Le contexte social et politique a évolué et une première refonte de la loi fut effectuée en 1948. À force d'amender la loi, une réforme majeure s'imposa pour actualiser le système fiscal. Au bout de dix ans de difficiles travaux, la nouvelle et actuelle Loi de l'impôt sur le revenu entra en vigueur le 1er janvier 1972.

## Structure
L'article 3 explique de façon générale le calcul du revenu alors que les articles 4 à 108 décrivent les différents revenus à inclure selon leurs sources.
La section C de la partie I (articles 110 à 114.2) porte sur le calcul du revenu imposable.
La section E de la partie I (articles 117 à 127.55) porte sur le calcul de l'impôt et des crédits.
L'imposition des non-résidents est plus particulièrement visée par la section D de la partie I et par la partie XIII de la Loi.
Les autres sections et parties concernent les impôts spéciaux relatifs à des sujets spécifiques.